# فريمان باترسون
فريمان باترسون هو مصور كندي، ولد في 25 سبتمبر 1937 في نيو برونزويك في كندا.